# 이창민 (연출가)
이창민은 대한민국의 텔레비전 드라마 연출감독이다.

## 드라마
- 2005년 SBS 주말 미니시리즈 《그린 로즈》 ... 조연출
- 2008년 SBS 아침 일일연속극 《물병자리》 ... 조연출
- 2008년 ~ 2009년 SBS 드라마스페셜 《스타의 연인》 ... 조연출
- 2009년 ~ 2010년 SBS 주말극장 《천만번 사랑해》 ... 조연출
- 2010년 SBS 월화 특별기획 드라마 《자이언트》 ... 공동연출
- 2011년 SBS 월화 미니시리즈 《마이더스》 ... 공동연출
- 2011년 ~ 2012년 SBS 아침 일일연속극 《태양의 신부》 ... 연출
- 2012년 ~ 2013년 SBS 주말극장 《내 사랑 나비부인》 ... 연출
- 2014년 ~ 2015년 SBS 주말 미니시리즈 《미녀의 탄생》 ... 연출
- 2015년 ~ 2016년 SBS 드라마스페셜 《리멤버 - 아들의 전쟁》 ... 연출
- 2017년 JTBC 금토 미니시리즈 《맨투맨》 ... 연출
- 2018년 JTBC 월화 미니시리즈 《으라차차 와이키키 Season 1》 ... 연출
- 2019년 JTBC 월화 미니시리즈 《으라차차 와이키키 2》 ... 연출
- 2021년 JTBC 수목 미니시리즈 《월간 집》 ... 연출
- 2023년 JTBC 토일 미니시리즈 《대행사》 ... 연출